# Río Cachimba
El río Cachimba es un curso natural de agua que nace en Chile, cruza la frontera hacia Argentina y desmboca en el río Chico de Tierra del Fuego.
(No confundir con el río Cachimba que es afluente del lago Todos los Santos.)

## Trayecto
El mapa de la zona de Risopatrón lo muestra con su origen en la sierra Carmen Sylva y con los afluentes estero Brazo y estero Año Nuevo.

## Historia
Luis Risopatrón lo des cribe en su Diccionario Jeográfico de Chile de 1924:: 110 
Cachimba (Rio) 53° 30' 68° 36'. Es de corto curso i caudal, corre hacia el SE i se junta con el rio Chico, después de ser cruzado por la línea de límites con la Arjentina, en la isla Grande de Tierra del Fuego. 156.